# Kłoda (Szydłowo)
Kłoda (deutsch Kegelsmühl, früher Kegelsmühle) ist ein Dorf in der Landgemeinde (Gmina) Szydłowo (Groß Wittenberg) im Powiat Pilski (Schneidemühler Kreis) der polnischen Woiwodschaft Westpommern.

## Geographische Lage
Das Dorf liegt im Netzedistrikt im ehemaligen Westpreußen, etwa 18 Kilometer südsüdöstlich von Deutsch Krone (Wałcz), fünf Kilometer südwestlich von Groß Wittenberg (Szydłowo) und drei Kilometer südlich von Krummfließ (Pokrzywnica).

## Geschichte
Die Grenzregion des Netzedistrikts, in der das Dorf liegt, hatte ursprünglich zum Herzogtum Pommern gehört, war vorübergehend unter polnische Herrschaft gelangt und dann an die Markgrafen von Brandenburg gekommen. Im Rahmen der Ersten Teilung Polen-Litauens kam das Dorf 1772 zusammen mit dem Landkreis Deutsch Krone an Preußen.
Die Ortschaft war von der Familie Kegel angelegt worden. 1781 wohnten hier zwei Privilegierte; sie hatten freie Hütung im Krummfließer Busch. Um 1896 bestanden hier die Güter Kegelsmühl I und Kegelsmühl II mit Stärkefabrik, deren Besitzer ein Kreike bzw. Leopold Jokisch waren.
Um 1930 hatte die Gemeinde Kegelsmühl eine 5,4 km² große Gemarkungsfläche, und in dem Gemeindegebiet, auf dem Kegelsmühl der einzige Wohnplatz war, standen zwölf bewohnte Wohnhäuser.
Im Jahr 1945 gehörte das Dorf Kegelsmühl zum Landkreis Deutsch Krone im Regierungsbezirk Grenzmark Posen-Westpreußen der preußischen Provinz Pommern des Deutschen Reichs. Kegelsmühl war dem Amtsbezirk Krummfließ zugeordnet.
Im Februar 1945 wurde Kegelsmühl von der Roten Armee besetzt. Nach Beendigung der Kampfhandlungen wurde die Region seitens der sowjetischen Besatzungsmacht zusammen mit ganz Hinterpommern und der südlichen Hälfte Ostpreußens – militärische Sperrgebiete ausgenommen – der Volksrepublik Polen zur Verwaltung überlassen. Es wanderten nun Polen zu. Kegelsmühl wurde unter der polnischen Ortsbezeichnung „Kłoda“ verwaltet. Die einheimische Bevölkerung wurde mit wenigen Ausnahmen von der polnischen Administration aus Kegelsmühl vertrieben.

### Demographie
| Jahr | Einwohner | Anmerkungen |
| ---- | --------- | --- |
| 1783 | –         | königliches Freigut nebst einer Wassermühle, sechs Feuerstellen (Haushaltungen), im Netzedistrikt, Kreis Krone |
| 1818 | 37        | königliches Dorf, Amt Lebehnke                                                                                 |
| 1864 | 129       | darunter 54 Evangelische und 75 Katholiken                                                                     |
| 1910 | 152       | am 1. Dezember, darunter 39 Evangelische und 84 Katholiken; 47 Personen mit polnischer Muttersprache           |
| 1925 | 202       | darunter 132 Evangelische und 70 Katholiken                                                                    |
| 1933 | 192       | [ 8 ] |
| 1939 | 249       | [ 8 ] |

## Kirche
Die Protestanten der hier bis 1945 anwesenden Dorfbevölkerung gehörten zur Pfarrei Groß Wittenberg.